# La Serena-i világítótorony
A La Serena-i világítótorony a chilei Coquimbo régió egyik legismertebb turisztikai látnivalója, a város egyik jelképe.

## Története
Az 1950 és 1951 között elkészült tornyot a Chilei Haditengerészet építtette az Universidad de Chile egyetem egyik mérnökének, Jorge Cisternas Larenasnak a tervei alapján a Gabriel González Videla elnök által keresztülvitt, négy éves Plan Serena nevű fejlesztési terv keretein belül. A község polgármesterének, Juan Cortéz Alcayatának 1953. október 24-én adták át az építményt, amelynek később világítószerkezetét eltávolították. 1985-ben a haditengerészet a városnak adta a tornyot, hogy turisztikailag hasznosíthassák, 2010-ben pedig műemlékké nyilvánították. 1996 decemberében új világítórendszert helyeztek üzembe benne. A 21. század elején vendéglő is működik az épületben, amelyet évente több mint 10 000-en keresnek fel.

## Leírás
Az épület Chile Coquimbo régiójában, La Serena város nyugati részén, a Csendes-óceán partján található. A városból a kétszer kétsávos, középen kettős fasorral és sétánnyal elválasztott Francisco de Aguirre út vezet hozzá. Az újgyarmati stílusú, erődszerű torony jellegzetességei az alsó, négyzet alaprajzú épületrész sarokbástyái, valamint az ugyanezen rész falain és a torony tetején is körbefutó csipkézett mellvédfal. A torony magassága 25 méter, fénye 20 tengeri mérföld távolságra látszik el. A toronyból kilátás nyílik egész La Serenára, Coquimbóra, a Coquimbói-öbölre és jól látható innen a Harmadik Évezred Keresztje nevű emlékmű is.

## Képek

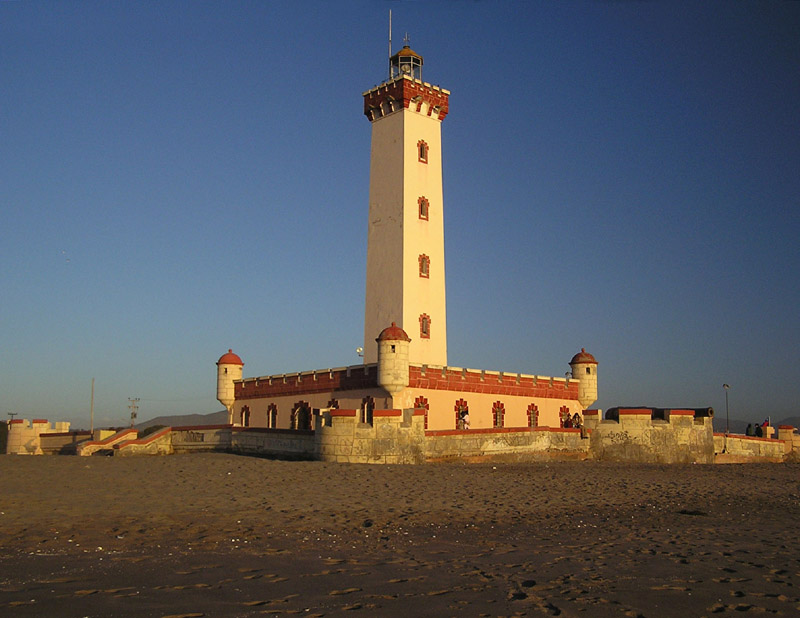
A torony
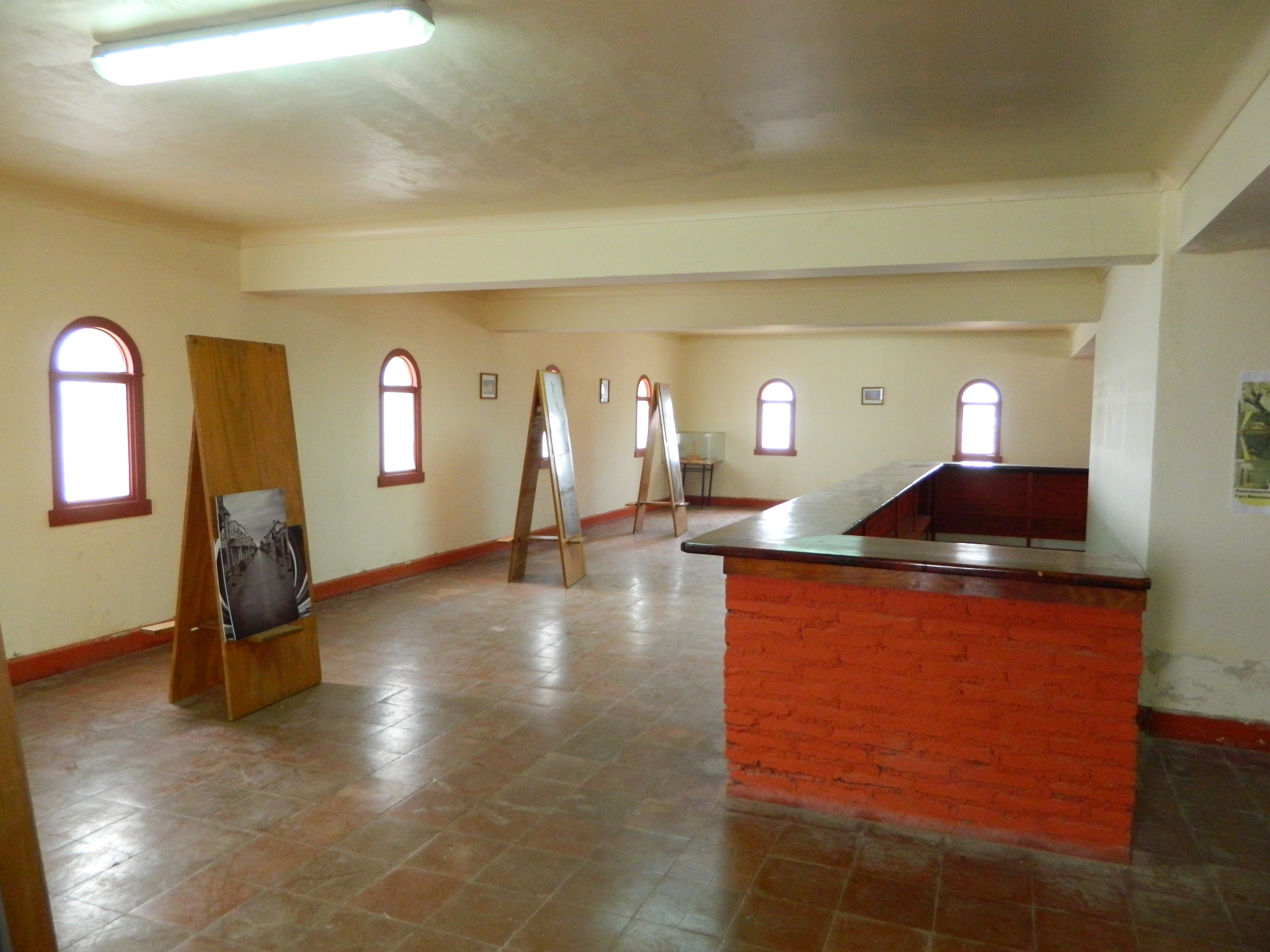
Belső tér
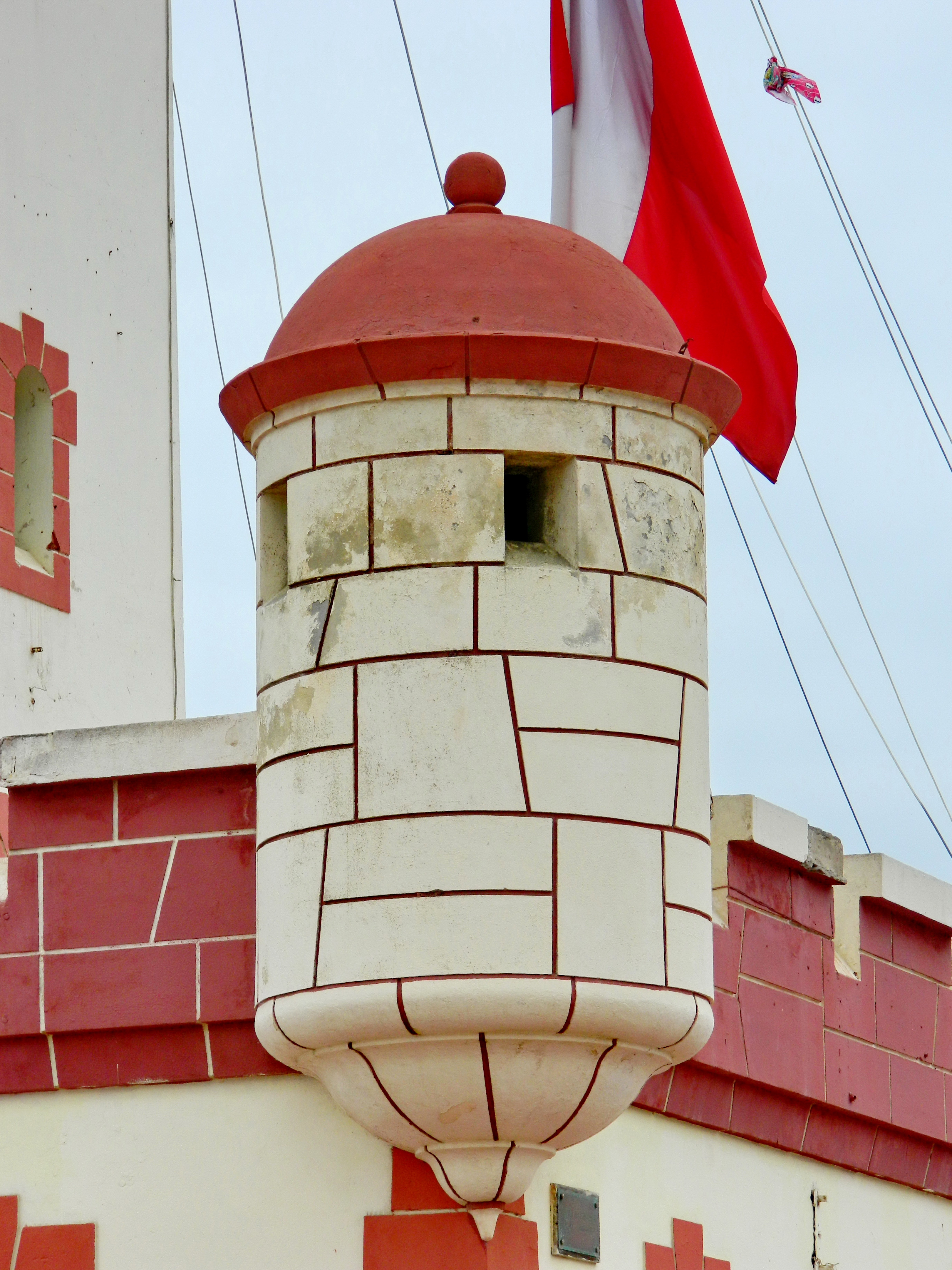
Részlet
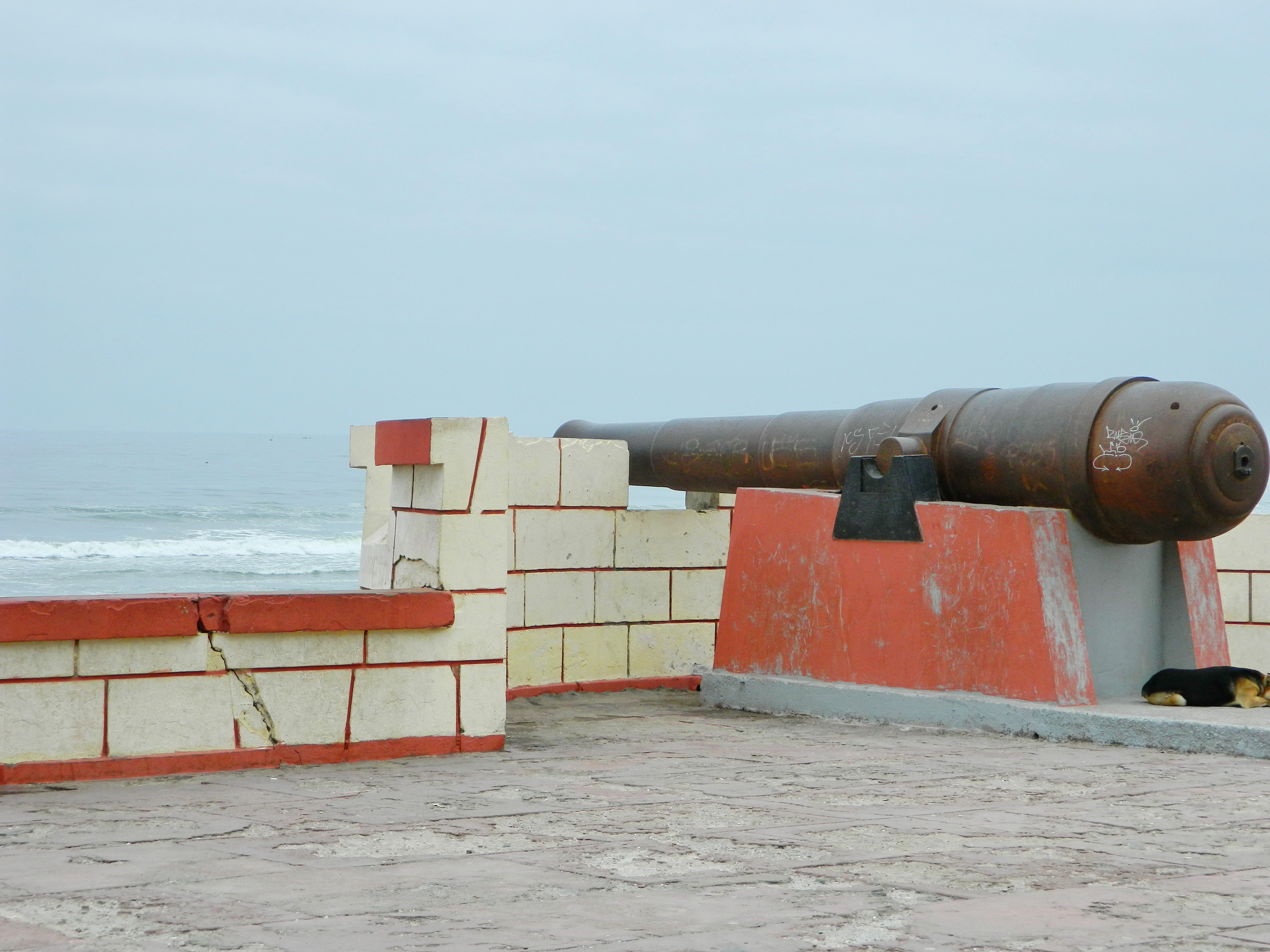
Ágyú